# Plasmodium relictum
Plasmodium relictum  es un protista de la familia Plasmodiidae y el causante más común de la malaria aviar, enfermedad parasitaria que afecta a las aves. Puede ser mortal cuando la especie de ave afectada no ha evolucionado defensas para resistir la enfermedad. Las especies de Plasmodium son parásitos que tienen dos hospederos en su ciclo de vida, la hembra de un mosquito, donde se reproduce sexualmente, la cual sirve de agente vector, y un vertebrado, que para P. relictum  es un ave. Otras especies de Plasmodium: P. falciparum, P. malariae, P. ovale y P. vivax causan la malaria o paludismo en los humanos. Está incluido en la lista 100 de las especies exóticas invasoras más dañinas del mundo de la Unión Internacional para la Conservación de la Naturaleza.

## Etiología de la malaria aviar
La malaria aviar es causada casi siempre por el protozoo Plasmodium relictum que infecta a las aves en las regiones tropicales. Hay varias otras especies de Plasmodium que infectan a las aves, tales como Plasmodium anasum y Plasmodium gallinaceum, pero éstas son de importancia menor excepto, en casos ocasionales, para la industria avícola.

## Vector
El vector es un mosquito. Por ejemplo Culex quinquefasciatus, que fue introducido globalmente en numerosas islas y se piensa que sea la causa primaria de muchas extinciones de aves en Hawái.

## Desarrollo de la enfermedad y epidemiología
Plasmodium relictum se reproduce en los glóbulos rojos. Si la carga de parásitos es suficientemente alta, el ave comienza a perder glóbulos rojos, lo que le causa anemia (USDI y USGS 2005). Debido a que los glóbulos rojos son esenciales para el transporte de oxígeno por el cuerpo, la pérdida de estas células puede llevar a un debilitamiento progresivo y, eventualmente, a la muerte (USDI y USGS 2005). La malaria afecta fundamentalmente a las aves del orden Passeriformes. 

## Problema hawaiano
Desde la llegada del mosquito Culex quinquefasciatus a las islas Hawái, la malaria aviar ha devastado las poblaciones de aves nativas. Virtualmente cada individuo de especies endémicas por debajo de los 1200 m s. n. m. de altitud ha sido eliminado por la enfermedad, dado que esa es la altitud máxima de la presencia del mosquito. Estos mosquitos están limitados a altitudes menores por sus requerimientos de temperaturas cálidas. Sin embargo, parecen estar ganando altitud lentamente y su área de distribución está incrementándose hacia zonas más elevadas. Si esto continúa, las poblaciones de especies endémicas remanentes pueden ser afectadas seriamente. La mayor parte de las islas Hawái tienen una altura máxima de unos 1500 m s. n. m., así, las aves nativas se extinguirán en la mayor parte de estas islas donde el mosquito alcance las máximas elevaciones, con la excepción de las más elevadas en la isla mayor, Hawái , y en el este de la isla Maui.
Las aves más afectadas en Hawái son la mayoría de las incluidas en la subfamilia Drepanidinae (de la familia Fringillidae) y el cuervo hawaiano. La susceptibilidad a la enfermedad varía entre las especies, por ejemplo, el i-iwi es muy susceptible a la malaria, mientras el apapane lo es menos. (USDI and USGS 2005). Las aves nativas de Hawái son más susceptibles que las introducidas y exhiben una mayor tasa de mortalidad (Van Riper et al. 1982; Atkinson et al. 1995). Esto tiene serias implicaciones para las faunas nativas de aves (SPREP) y P. relictus es culpado de la restricción de las áreas de distribución y las extinciones de un número de especies de aves hawaianas, principalmente habitantes de bosques de tierras bajas donde el mosquito vector es más común (Warner 1968; Van Riper 1991; USDI y USGS 2005).

## Control
La única vía de controlar los efectos de la malaria aviar es controlar las poblaciones de mosquitos. Esto es difícil particularmente en áreas remotas en los bosques húmedos de Hawái donde los revolcaderos de puercos asilvestrados y los troncos ahuecados de los helechos nativos apuu proveen amplias áreas de depósitos agua donde el mosquito puede reproducirse (USDI y USGS 2005). Un procedimiento efectivo es reducir el número de contenedores potenciales de agua de lluvia con el fin de reducir los sitios de cría disponibles para el mosquito (SPREP sin fecha). Sin embargo, en Hawái los intentos de controlar los mosquitos por la reducción de hábitat larvario y por el uso de larvicidas han fracasado mayormente.